# Nogometni i sportski klub Oxford
Nogometni i sportski klub Oxford bio je hrvatski nogometni klub iz Zagreba. Jedan je od najranijih zagrebačkih nogometnih klubova.

## Povijest
Nogometni i sportski klub Oxford osnovan je 30. lipnja 1909. Nazvan je po engleskoj riječi koja označuje određeni način šutiranja lopte petom. Osnivači su bili Stjepan Hren, Otokar Hudetz, Mirko Kraljić, Vjekoslav Mokrović, Stjepan Novačić, Vladimir Novak, Jaroslav Schiffer, Dragutin Srp, Rajmund Sušin i Stanko Šebešić. Prvu utakmicu odigrao je 25. srpnja 1909. protiv Concordije od koje je izgubio 6:4. Prestao je postojati 1910. nakon što je odigrao svoju prvu međunarodnu utakmicu i to protiv požunskog FC 33 koji je dobiven 3:1. Raspad kluba uzrokovan je posudbom triju igrača iz Budimpešte za potrebe tog susreta. Neki igrači Oxforda pristupili su Concordiji i Croatiji, dok je šestorica, uključujući Kinerta i Schiffera, sudjelovala u utemeljenju Građanskog 26. travnja 1911.